# Kleines Nesthorn
Kleines Nesthorn je hora v Bernských Alpách, vysoká 3342 metrů nad mořem. Jedná se o předvrchol na severozápadním hřebeni hory Bietschhorn (3934 m).

## Geomorfologie
Hřeben Kleines Nesthorn od sebe odděluje dva visuté ledovce Nest a Birch, které stékají k severu do údolí Lötschental. Oba ledovce dlouhodobě odtávají. Tento proces se v posledních letech velmi zrychlil a taje už i věčně zmrzlý permafrost na okolních úbočích. 
To byla příčina pádu Birchgletscher 28. května 2025, který zasypal vesnici Blatten.

## Události v oblasti ledovce Birch
Švýcarské úřady sledují vývoj obou ledovců v oblasti již více než 30 let. Na rozdíl od obecného ústupu alpských ledovců se ledovec Birch v pěti letech před sesuvem prodloužil o přibližně 50 metrů. Tento neobvyklý vývoj byl způsoben tlakem zvětralé horniny, která padala na led a hromadila se v ledovcové pánvi.
Dne 14. května došlo k prvním sesuvům skal, které vedly 19. května k evakuaci obce Blatten. Téhož dne ráno vyvolal sesuv mírné zemětřesení o síle 1,8 stupně. V 18:40 došlo k propadu vrcholové části hřebene Kleines Nesthorn, která se posunula východním směrem o zhruba 30 metrů.
Dne 20. května dopoledne se na ledovec Birch sesunula skalní masa o objemu přibližně 1,5 milionu m³. Další sesuvy byly zaznamenány na severním svahu Kleines Nesthorn. Ledovo-kamenitá mura se posunula až k okraji obce Blatten.
Večer 23. května došlo ke zřícení samotného vrcholu Kleines Nesthorn, jehož výška se snížila o 101 metrů. Tíha zřícené skalní hmoty způsobila urychlení pohybu ledovce Birch, který se 24. května pohyboval rychlostí 4,5 metru za den a následující den již 10 metrů za den.
K 25. květnu dosáhla hromada suti na ledovci hmotnosti 9 milionů tun a výšky 81 metrů. Tlak na ledovec vedl k opakovanému odlomení čela ledovce, k čemuž došlo večer 27. května a následujícího rána.
Ráno 28. května se mura poprvé dostala do údolí řeky Lonza. Úřady předpokládaly, že ochranná hráz na potoce Birchbach, která chrání okolní pole Jungschten a vesnici Blatten před lavinami, brzy selže. K tomu došlo v 15:30 a vesnice byla následně zasažena.

## Turistika
Horolezecký výstup na Kleines Nesthorn je extrémně nebezpečný, protože se nelze vyhnout nestabilnímu ledovci s mnoha trhlinami ani velmi lámavé skále. Normální výstupy na Bietschhorn ho obcházejí. Jedna trasa vede v jeho blízkosti přes vrchol Schafbärg a druhá trasa vede přes sedlo Baltschiederjoch. 

## Horské chaty
- Bietschhornhütte (2565 m n.m.)

## Galerie

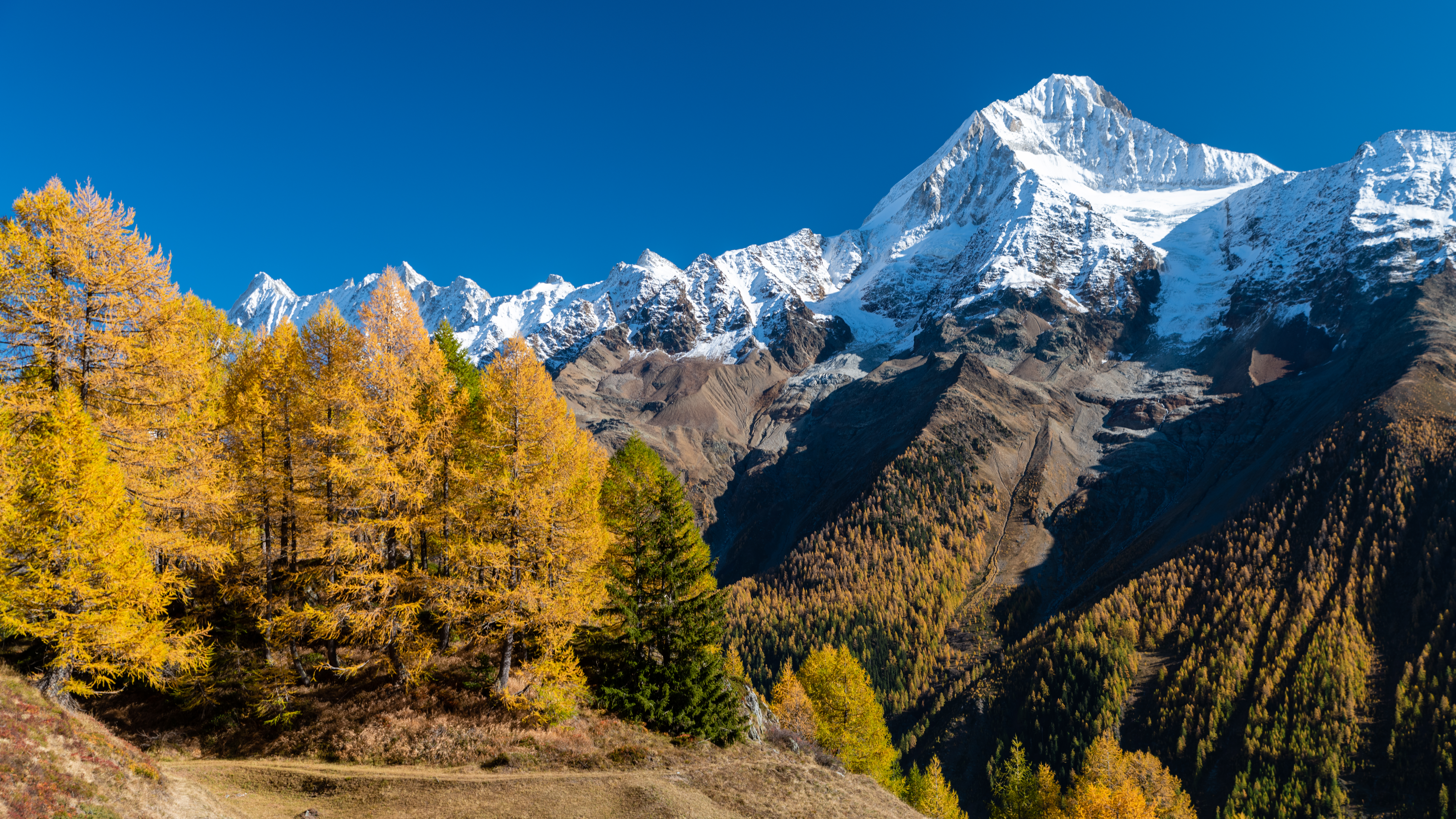
Kleines Nesthorn na podzim
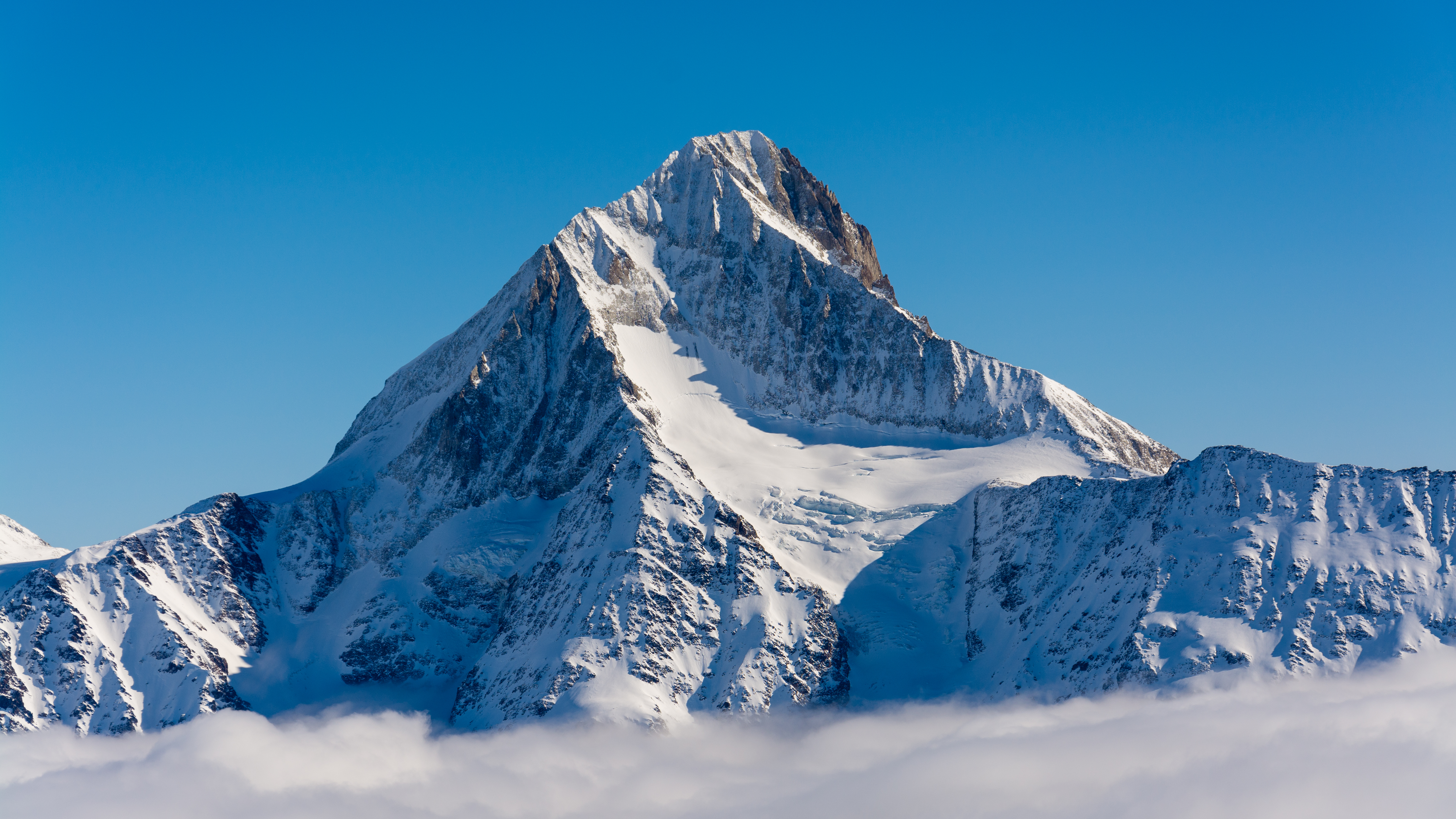
Kleines Nesthorn v zimě
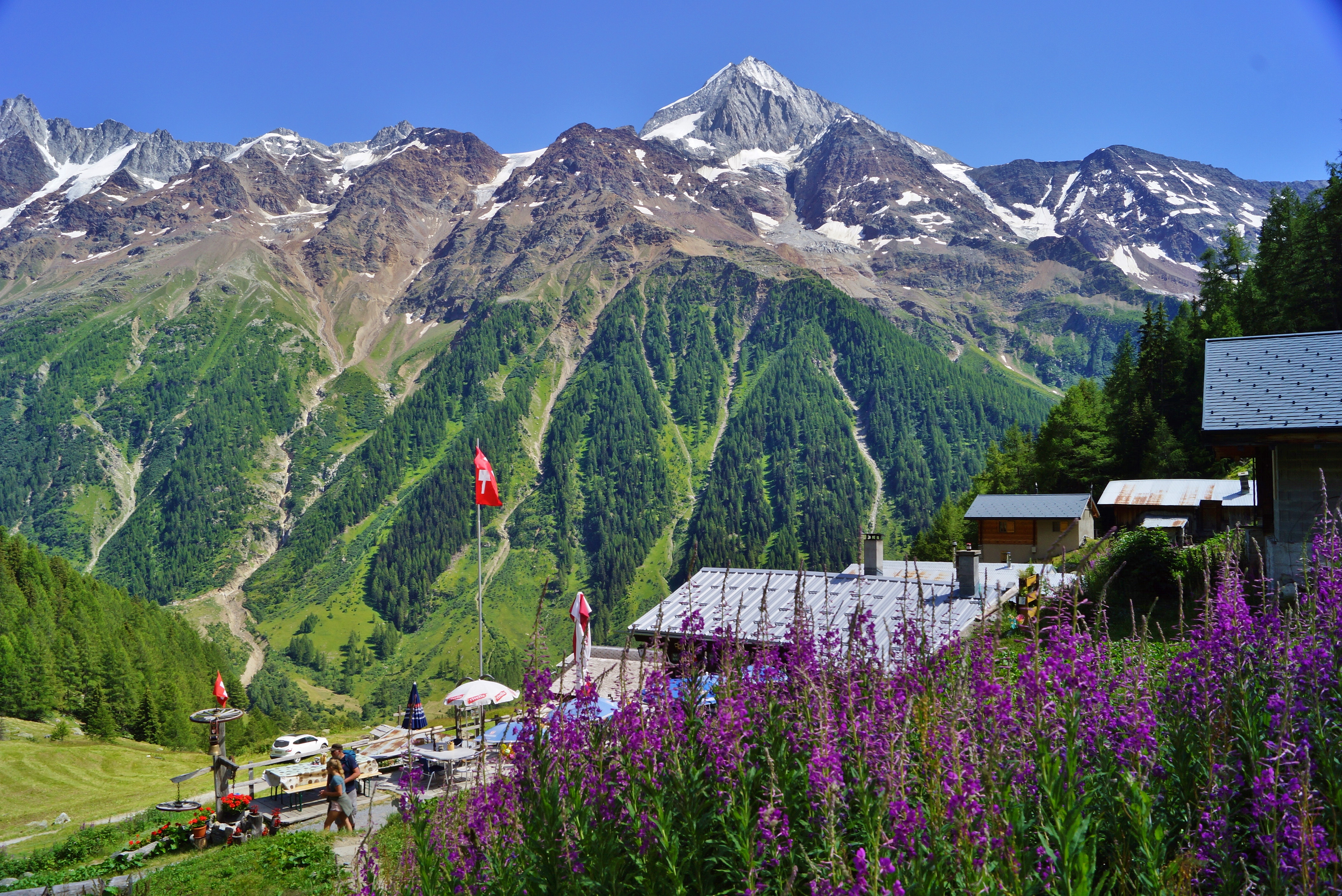
Kleines Nesthorn v létě
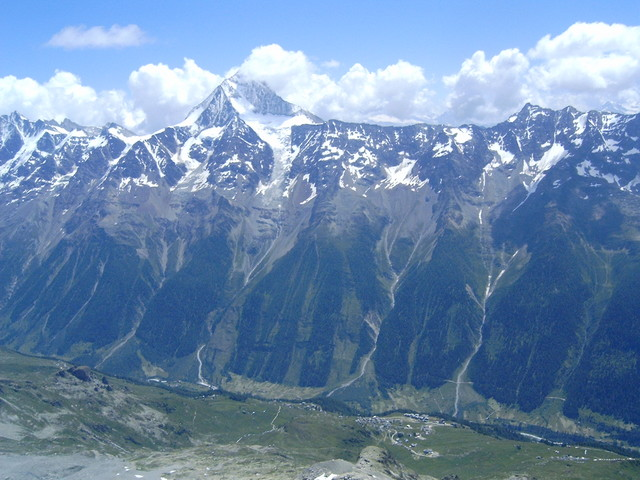
Masív Bietschhorn nad údolím Lötschental
Lötschental